# Église Saint-Julien de Pierry
L'église Saint-Julien est située dans le département de la Marne, sur la commune de Pierry.

## Description
L'église se caractéristique par une disposition assez originale des lieux ; une allée centrale plutôt importante pour la grandeur de l’édifice, avec deux nefs latérales qui abritent l’ensemble de l’assistance. 
Une plaque apposée au fond de la nef centrale, près du grand portail, indique qu’un ancien curé, l’abbé Roger, a procédé à cet agrandissement de l’église.

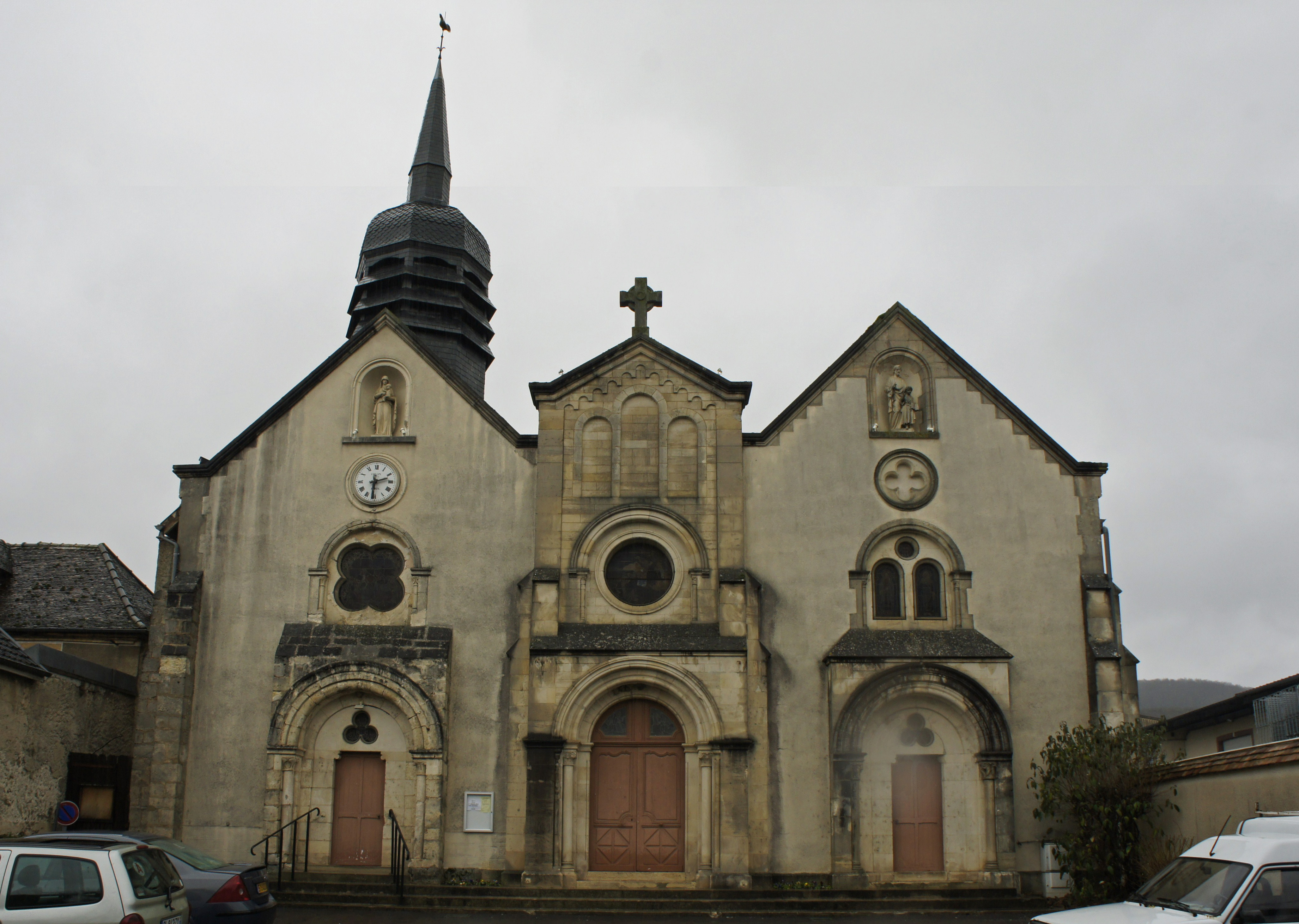
La façade sur rue.

## Histoire
Autrefois, une église très vaste se trouvait à proximité de Pierry, au village qui porte le nom de Saint-Julien, dans les environs du « Moulin Saint-Julien », sur les bords du Cubry. Ce village est détruit par les huguenots en 1567, ainsi que le village de Mont-Félix, dont il reste encore l’église, aujourd’hui l’église paroissiale de Chavot.

L’église Saint-Julien, déjà endommagée par la destruction du village, est définitivement démolie en 1700. Avec les principales pierres, on édifia l’église à une seule nef, aux proportions modestes, que les anciens ont connu jusqu’en 1903. Il s’agissait de la partie gauche de l’église actuelle, dont le portail apparaît plus ancien que les autres.

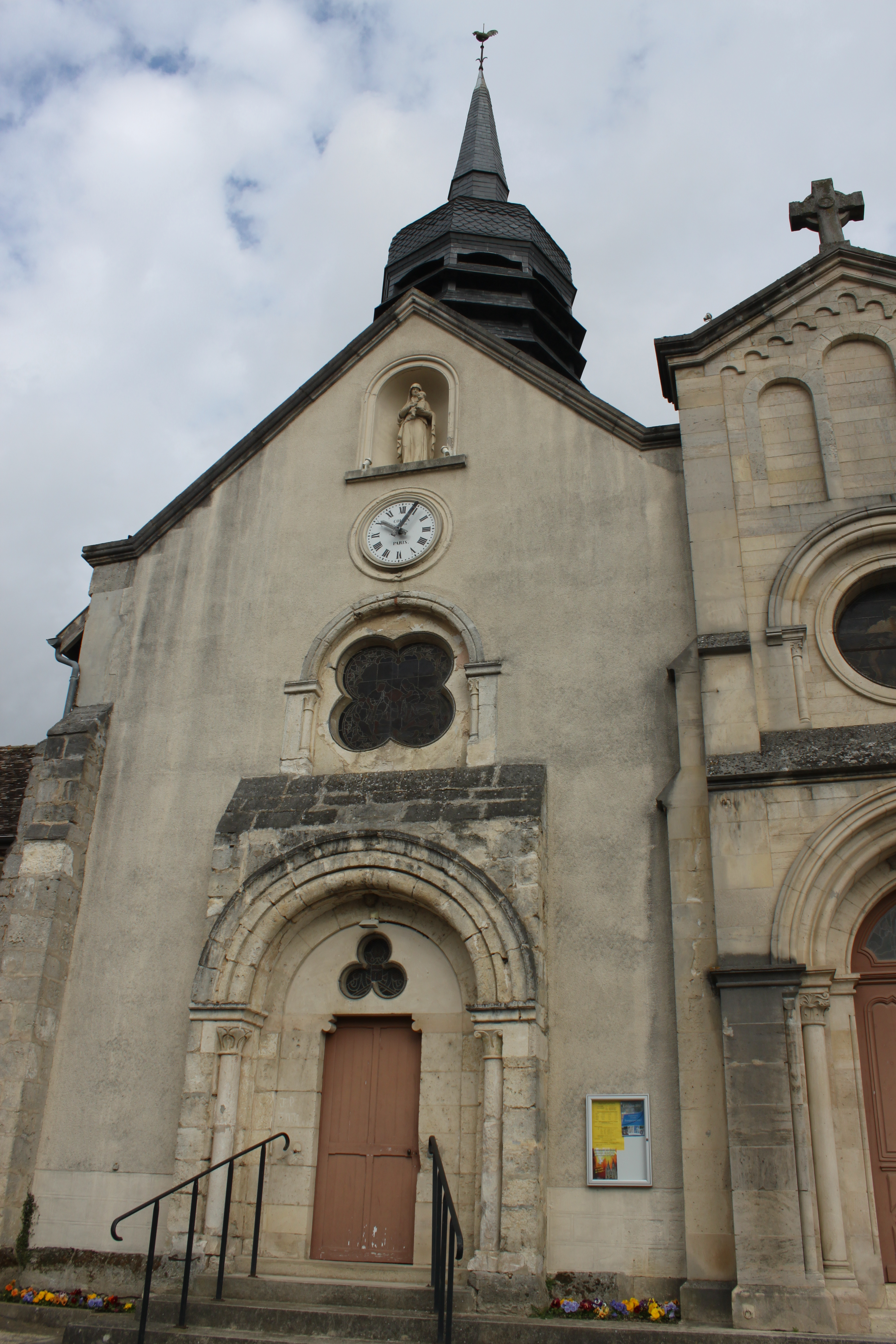
Partie ancienne de l'église.

La population de Pierry, en 1700, compte à peine 300 âmes, et forme un hameau dépendant de Saint-Julien. C’est grâce au zèle de l’abbé Roger et aux libéralités des habitants qu’une nouvelle nef est construite, parallèle à l’ancienne. À cette époque l’agglomération dépasse les 1 000 habitants.
Il reste de la première église, comme pièce remarquable, la boiserie de l’autel de Saint-Julien et l’ensemble du sanctuaire, dont la réalisation doit dater du début du XVIIIe siècle.
L’orgue date de 1903. Il est à noter également que la façade de Pierry figure en bonne place dans le vitrail de la cathédrale de Reims « à la gloire du vin de Champagne ».

## Saint-Julien, martyr
Julien, tribun militaire et ami de saint Ferréol, tribun comme lui, habitait à Vienne, en Dauphiné. C’était la fin du IIIe siècle, début IVe siècle, les populations de Gaule, dans leur ensemble, étaient encore païennes. Quant à Julien et Ferréol, ils étaient de ceux qui, déjà nombreux, s’étaient convertis à la religion de Jésus-Christ, et tous deux se montraient aussi ardents chrétiens que soldats braves et généreux.
Vienne la persécution, il est tout désigné pour en être l’une des premières victimes…
« Mort, mort aux chrétiens », tel est le cri féroce qui partout retentit. Julien fuit les persécutions mais il est rejoint et martyrisé en Auvergne, près de Brioude.
Sa tête décapitée est rapportée à son supérieur militaire, Ferréol, chrétien et martyr, lui aussi. Le corps de Ferréol et la tête de Julien sont enterrés à Vienne. Le corps du saint est enterré à Brioude. 
Saint Julien, fut un saint très populaire puisque 800 églises lui étaient consacrées avant la Révolution.

## Personnalité inhumée dans l’église
Le frère Jean Oudart, moine à Pierry de 1679 à 1742 est inhumé dans la nef de l’église.

## Les vitraux et tableaux
En entrant, côté droit, on remarque la verrière ayant pour sujet « Jeanne d’Arc écoutant ses voix » d’une remarquable exécution. C’est un don de M. et MM Armand Bourgeois–Coucin et de leurs trois enfants, en souvenir de leurs noces d’argent, avec la date 26 août 1893.
Dans la chapelle de la Vierge, même côté, sont deux verrières représentant l’une Jésus et les docteurs de la loi, l’autre les noces de Cana, sans autre indication.
Même côté, tableau sur toile, attribué à Philippe de Champagne et représentant la pêche miraculeuse. Il fait face à un autre de même grandeur, représentant le Démon Tentateur.
À droite et à gauche du maître-autel percé de grandes fenêtres, où sont rappelés divers épisodes de la vie de N. S avec ses mots un peu difficile à découvrir « Julis Amandus Roger ». Ces quelques mots sont énigmatique pour des personnes  étrangères à la paroisse et à la connaissance de la langue latine, mais ils sont assez transparent pour les paroissiens.
À gauche, en entrant, vitrail représentant Jésus Marthe et Marie, sans aucune indication de provenance. Même côté, autre sujet paraissant rappeler Jésus se rendant chez Zachée, avec ces mots « Ad majorem Dei gloriam dedicarit Ludovicus Paulus Coquet, anno Dominici MDCCCXCII » (1892).
Enfin, à la grande tribune qui se trouve au-dessus de l’entrée unique de l’église, on remarque un autre vitrail d’un grand mérite représentant le martyre de saint Julien, patron du lieu, sans autre indication de provenance, sinon la maison Haussaire, de Reims, dont les œuvres sont répandus et bien appréciées dans le diocèses de Reims, de Châlons et de Soissons.

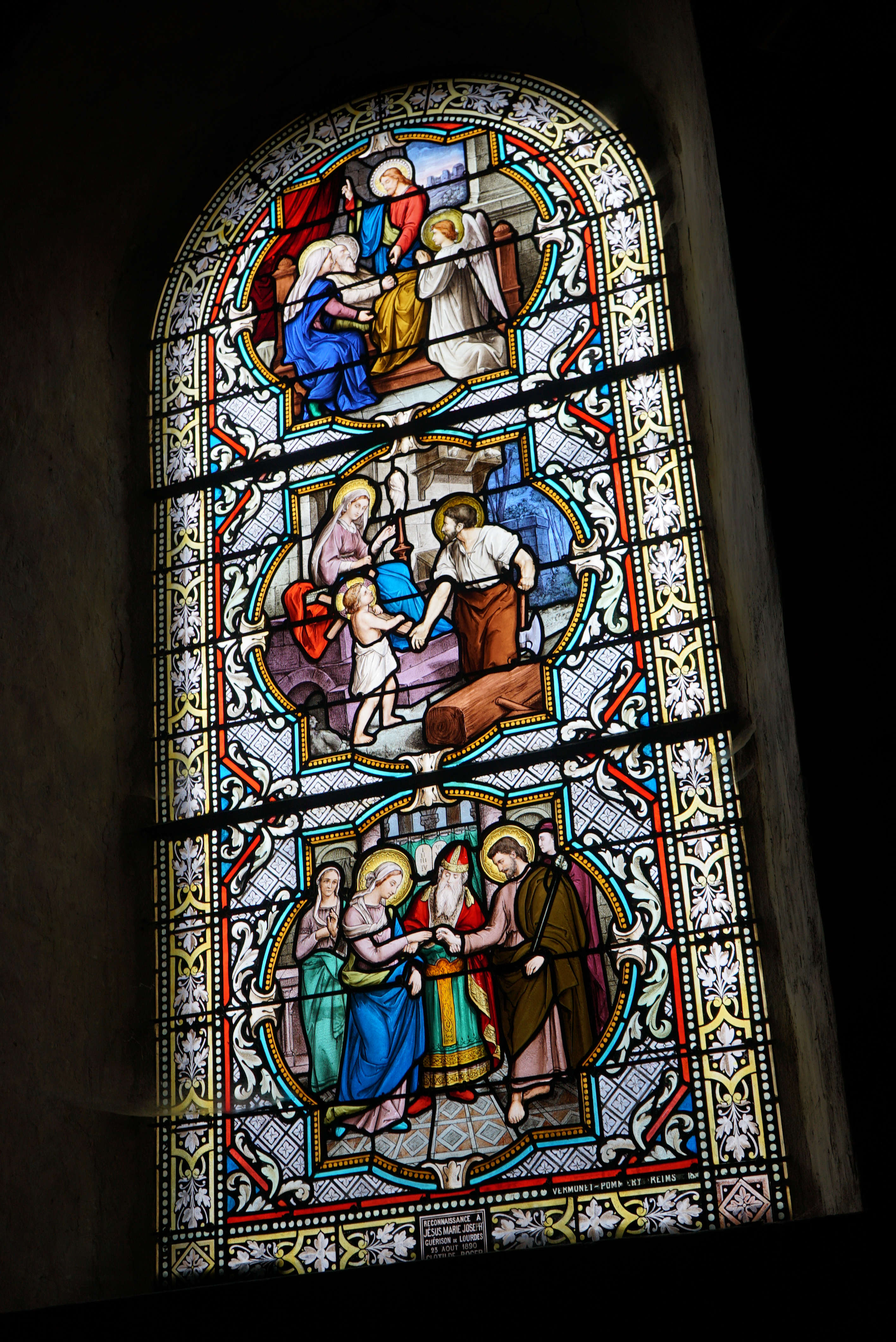
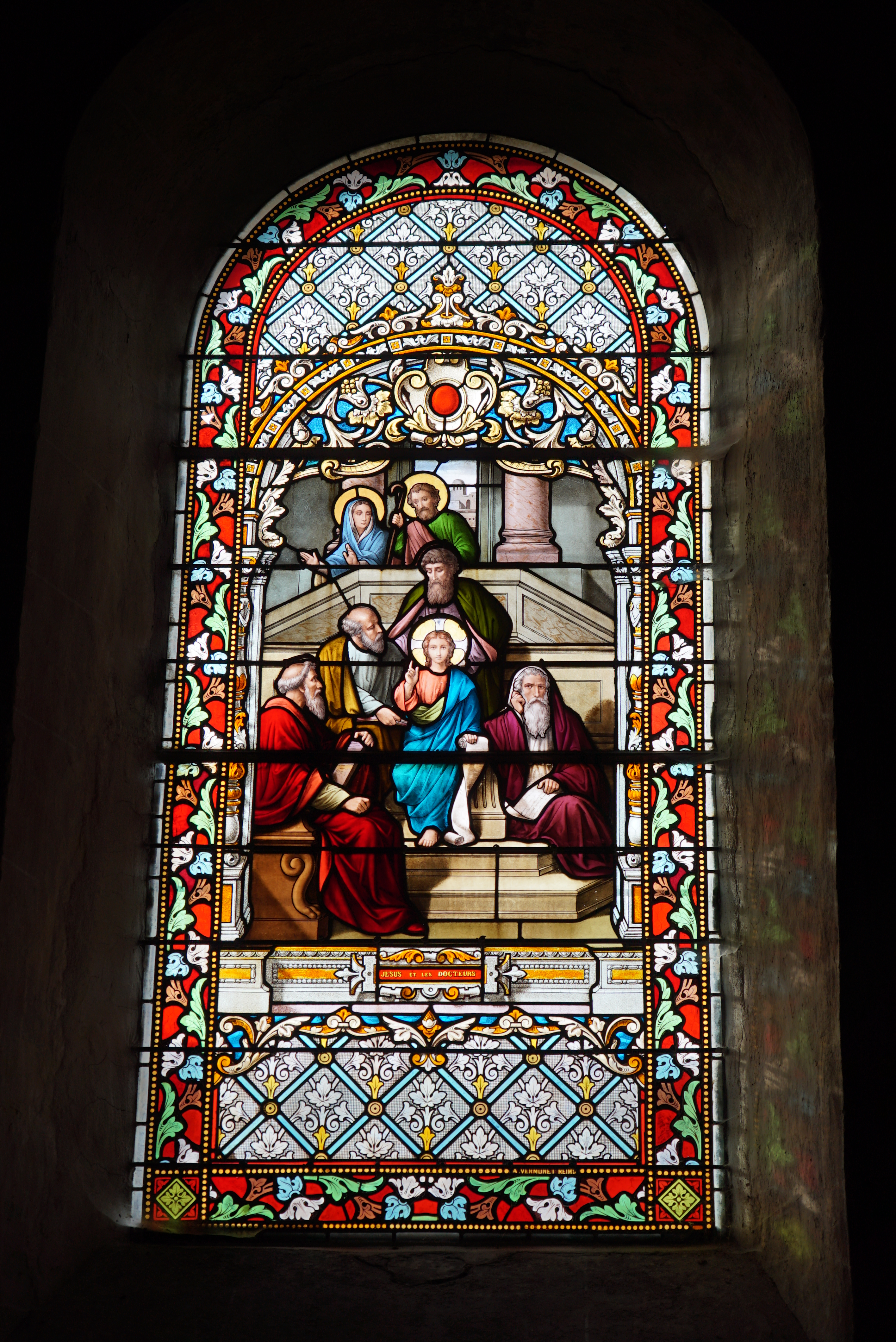
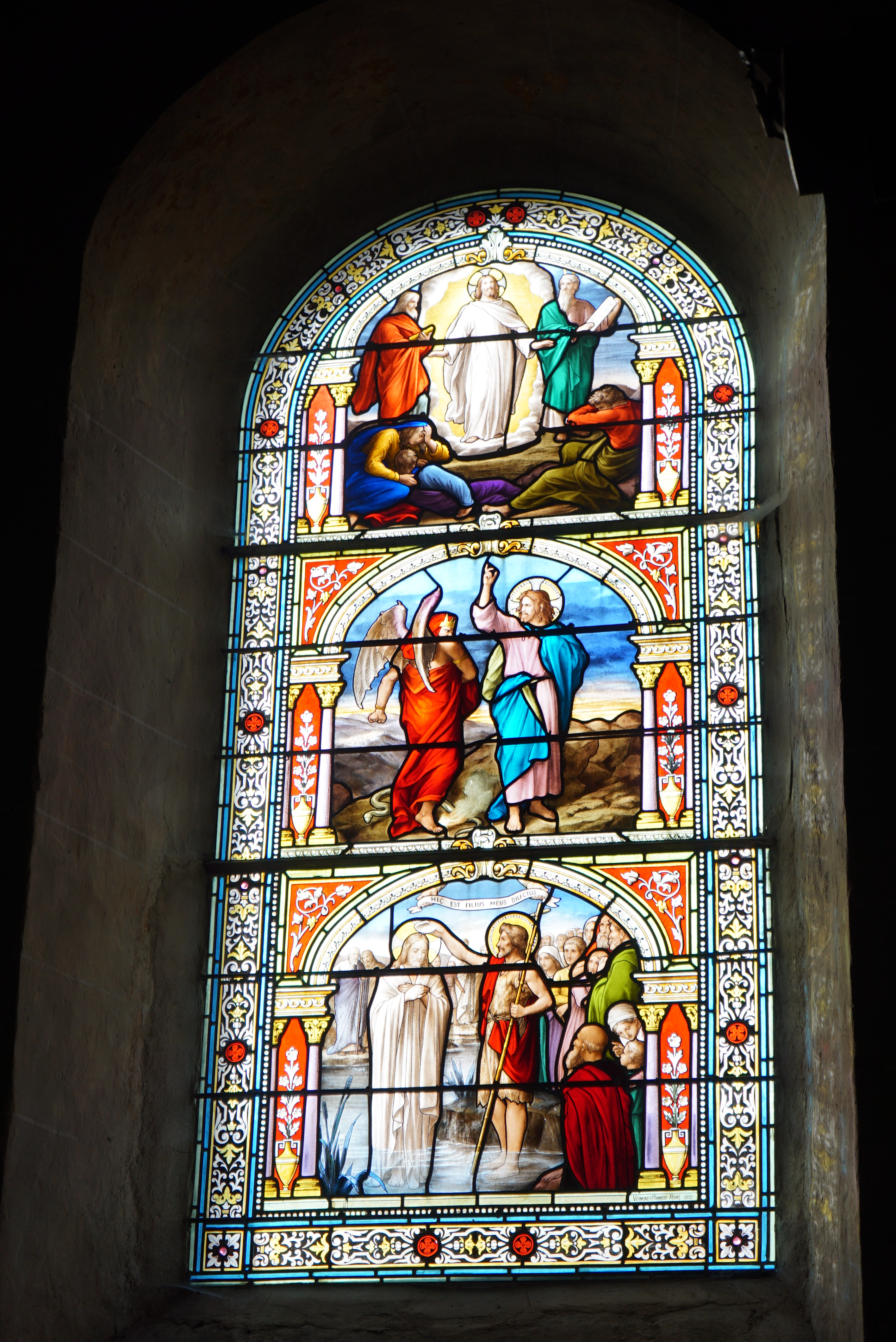